# Ken Wilber

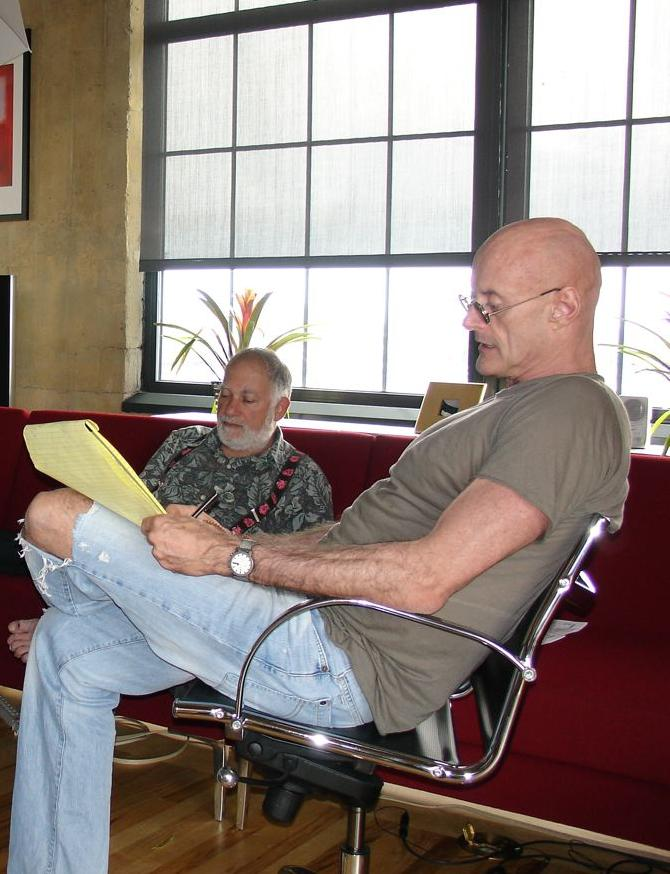
Ken Wilber (2006)

Kenneth „Ken“ Earl Wilber Jr. (* 31. Januar 1949 in Oklahoma City) ist ein US-amerikanischer graduierter Biochemiker und Autor im Bereich der Transpersonalen Psychologie und der Integralen Theorie. Seine Kernthesen lauten, dass die Menschenbilder der östlichen und der westlichen Kulturen auf ein gemeinsames Grundmodell zurückgeführt werden können und sich die spirituellen Geistesströmungen aller Zeiten trotz unterschiedlicher Ausdrucksweise weitgehend gleichen. Dies versucht er mit seinen Schriften zu den Themen Psychologie, Philosophie, Mystik und spirituelle Evolution nachzuweisen.

## Leben
Ken Wilber wurde 1949 in Oklahoma City geboren.
Sein Vater Kenneth Earl Wilber Sr. (1923–2013) war bei der Air Force und Wilbers Familie lebte später auf den Bermudas, in El Paso, Texas, Idaho und Great Falls und Montana, wo er die High School besuchte. Seine Mutter war Allie Lucille (Lucy) Wilber (1924–2019), geborene Simpkins.

Die High School schloss er als Jahrgangsbester in Lincoln, Nebraska ab. 1967 schrieb er sich als Medizinstudent an der Duke University in Durham, North Carolina, ein, danach an der staatlichen University of Nebraska-Lincoln, wieder in Lincoln. Er verließ die Universität zwar ohne einen Abschluss in Medizin, aber mit dem akademischen Grad eines Bachelors in den Hauptfächern Chemie und Biologie sowie einem Master-Abschluss in Biochemie. Eine Dissertationsschrift in Biochemie und Biophysik über die „Photoisomerisierung von Rhodopsin in den äußeren Segmenten von Rinder-Augenstäbchen“ reichte er nicht ein. Er bemerkt zu dieser Epoche seines Lebens: 
Und so schaffte ich zwar einen guten Abschluss, aber mein Herz war einfach nicht bei der Sache. Andere Fragen, mit denen Biochemie, Medizin, und Naturwissenschaft sich im allgemeinen einfach nicht befassen, drängten sich für mich in der Vordergrund, alberne Fragen wie: „Wer bin ich? – „Was ist der Sinn des Lebens?“ – „Weshalb bin ich hier?“ 
So widmete er sich verstärkt seinen bereits zuvor betriebenen autodidaktischen Studien auf den Gebieten Psychologie, Religionen der Welt, indische und fernöstliche Philosophie und Spiritualität und begann, regelmäßig zu meditieren. Das erste Ergebnis war das 1977 erschienene Buch The Spectrum of Consciousness. Einfluss auf sein Schreiben hatte Alan Watts mit dessen Texten er sich intensiv auseinandersetzte. Daneben jobbte Wilber als Tellerwäscher.
1973 hatte er in erster Ehe Amy Wagner Wilber Winn geheiratet. 1981 ließ das Paar sich scheiden, sie blieben aber gute Freunde.
1983 begegnete Wilber seiner großen Liebe, Terry Killam (1946–1989), sie heirateten wenige Monate später. Zeitgleich zur Hochzeit erhielt sie die Diagnose Brustkrebs. Wilber schränkte für einige Jahre seine Schriftstellertätigkeit ein, um sie seelisch unterstützen und pflegen zu können. 1987 zog das Ehepaar nach Boulder (Colorado), wo Terry 1989 verstarb. Über die gemeinsamen Erfahrungen in der Auseinandersetzung mit dem Leiden und dem Tod schrieben sie das Buch Grace and Grit, das 1991 erschien.
1997 lernte Wilber bei seiner Arbeit an der Naropa University die Sozialarbeiterin Marcia Kay Walters kennen; sie heirateten 2001, trennten sich aber schon nach einem Jahr.
In den zahlreichen Veröffentlichungen nach dem Tod Terrys arbeitete Wilber seine Thesen und Theorien weiter aus. 2011 war er Mitbegründer des Center for World Spirituality, das 2014 in Center for Integral Wisdom umbenannt wurde. Dort arbeitete er mit dem ehemaligen orthodoxen Rabbiner Marc Gafni zusammen.
Wilber lebt und arbeitet in Denver.

## Lehre

### Überblick
Als Hauptwerk Wilbers galt lange Zeit das 1995 erschienene Eros Kosmos Logos (Originaltitel: englisch Sex, Ecology, Spirituality). Darin befasst er sich im ersten Teil mit Systemtheorien, im zweiten mit Philosophiegeschichte unter Bezug auf andere Wissenschaftszweige wie Physik, Biologie, Soziologie oder Psychologie. Zusätzlich fließen religiöse Gedanken und Elemente der Naturphilosophie in Wilbers Denken ein. Er intendiert, miteinander konkurrierende Denkschulen und Wissenschaftsdisziplinen in einer philosophischen „Theorie von allem“ (Theory of Everything) zu vereinen.
In Integrale Spiritualität (2007) postuliert er die Notwendigkeit der Integration von Spiritualität in der Moderne und Postmoderne, zugleich die Entwicklungsmöglichkeiten von in der Vormoderne fixierter Religionen, die diese Integration ermöglichen könnten. Hierfür beruft er sich auf Theologen wie Hans Küng, Raimon Panikkar, John Shelby Spong, Stanley Grenz und Kevin J. Vanhoozer.
Wilbers rund 20 Bücher wurden bisher in bis zu 30 Sprachen veröffentlicht.
Er ist außerdem Mitbegründer der integralen Internetplattform Integrallife.com.

### Philosophie
In seinen früheren Schriften nahm Wilber, als einer der Hauptvertreter der Transpersonalen Psychologie, eine Position ein, von der er sich zwischenzeitlich wieder distanzierte. Im Jahre 1977 hatte er sein erstes Buch The Spectrum of Consciousness veröffentlicht, in dem er bereits damals versuchte, Wissen aus unterschiedlichen Bereichen zu integrieren. Er beteiligte sich 1978 auch an der Herausgabe der Zeitschrift „ReVision“. Dann folgte die Publikation des The Atman Projects, in dem er seine Idee eines "Bewusstseinsspektrums" in einen persönlichen Entwicklungskontext stellte. In seinen späteren Schriften präferierte Wilber ganz den integralen Ansatz, der auf eine Zusammenschau und Integration der verschiedenen Disziplinen unterschiedlichster Wissenschaften beruht.
Ken Wilber befasst sich mit der Zusammenführung von Philosophie, Wissenschaft und Religion, den Erfahrungen der Mystiker und der Meditation. Er sieht sich als Protagonist des Integralen Denkens und als Vertreter einer post-postmodernen, postmetaphysischen und postrationalen Spiritualität des „Neo-Perennialismus“ (in Abgrenzung zur eigentlichen Philosophia perennis). Seine integrale Philosophie orientiert sich an fernöstlichen Weisheitstraditionen des Nicht-Dualismus und soll diese weiterentwickeln.
Wilber beruft sich auf die Lehren von Plotin, Meister Eckhart, Sri Aurobindo, des deutschen Idealismus, des Advaita-Vedanta-Hinduismus, des tibetischen Buddhismus, von Jean Gebser, Jürgen Habermas, Jean Piaget, Lawrence Kohlberg, Arthur Koestler, Teilhard de Chardin, Alfred North Whitehead, Clare W. Graves, Rupert Sheldrake, Jiddu Krishnamurti und vielen anderen. Er will die Stärken und Schwächen verschiedener weltanschaulicher und philosophischer Richtungen aufzeigen und einen theoretischen Rahmen entwickeln, in dem verschiedene Traditionen Platz haben. Deshalb trägt diese Denkrichtung die Bezeichnung „Integrale Theorie“.

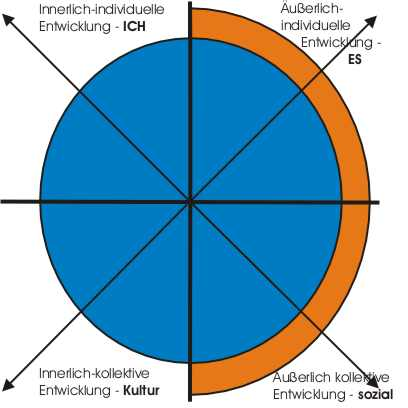
4-Quadranten-Modell in Anwendung auf eine „integrale Politik“

#### Vier Quadranten Modell (englischFour Quadrant Model)
Mit dem integralen Ansatz versucht er mittels eines Systems, eine „übergreifende Ordnungsstruktur“ in die Modelle bzw. Vorstellungen zu bringen, die jeweils einen Teil der Wirklichkeit zu beschreiben versuchen. Diese übergreifende Ordnungsstruktur wurde mit den Buchstaben „AQAL“ abgekürzt, die für „Alle Quadranten, Ebenen, Linien, Zustände und Typen“ (englisch all quadrants, all levels, all lines, all states, all types) stehen. Grundlage ist, dass je nach Perspektive, die eingenommen werde, die Beschreibung der Wirklichkeit verschieden aussehe, sodass eine Betrachtung einzig aus einem Blickwinkel heraus ein unvollständiges Modell der Wirklichkeit liefere. Daher seien alle Perspektiven gleichermaßen von Bedeutung.
Die vier Quadranten beschreiben vier grundlegende Perspektiven, aus denen die Wirklichkeit betrachtet werden kann, etwa weitere Personen oder Lebewesen, Sachverhalte oder Gegenstände.
- Ebenen (englisch all levels) beschreiben den Entwicklungsstand eines Menschen in Bezug auf sein Bewusstsein. Menschen entwickelten sich schrittweise, eben in Stufen, von einer (Bewusstseins-)Ebene zur nächsten.
- Entwicklungslinien (englisch all lines) zeigen die differenten Fähigkeiten und Fertigkeiten eines Menschen an, z. B. Kognition, Moral, Emotion.
- Zustände (englisch all states) beschreiben die unterschiedlichen Erscheinungsformen des Bewusstseins und der Aufmerksamkeit über die Zeit. Aber auch emotionale Zustände bestimmen das subjektive Erleben und Handeln. Bewusstseinszustände verändern sich regelmäßig. So führten, neben den physiologischen Zuständen wie Wachen, Träumen und Tiefschlaf, auch veränderte oder außergewöhnliche Bewusstseinszustände, etwa in der Meditation oder bei „Gipfelerfahrungen“ (englisch Peak-Experience nach Abraham Maslow) o. ä. zu intensiven Erlebnissen und Erkenntnissen.
- Typen (englisch all types) beschreiben die verschiedenen Persönlichkeitstypen bzw. -charakteristiken, welche unabhängig von ihrer Entwicklungsstufe, die Unterschiede zwischen den Menschen aufzeigten. Diese führen in aller Regel zu unterschiedlichem Empfinden, Denken und Verhalten.[25]

### Wilbers Theorien
Wilber unterscheidet durchgängig zwei scheinbar gleiche Paare von Begriffen, deren erster „umgangssprachlich“ und deren zweiter in „erweiterter Form“ verwendet wird. Die zweite Form wird in der deutschen Übersetzung durch eine besondere Schreibweise gekennzeichnet:
|                         | umgangssprachlich engere Bedeutung               | erweiterte Form höhere Bedeutung                             |
| „noosphärische“ Kraft   | Geist der denkende Geist oder Verstand           | GEIST der transzendente Geist, die höchste Allmacht („Gott“) |
| „Alles“: die Gesamtheit | Kosmos das materielle Universum, der Weltraum    | Kósmos die Gesamtheit von Materie, Leben, Geist und GEIST    |
| Persönliches Schicksal  | Dämon böser Geist, selbstzerstörerisches Handeln | Daimon leitender Geist, höheres Selbst                       |

Die erweiterte Form enthält und umschließt den umgangssprachlichen Begriff, ist also in Wilbers Terminologie auf einer höheren holarchischen Ebene angesiedelt.
Diese „doppelte“ Verwendung von Begriffen (in eingeschränkter bzw. universeller Form) findet man in vielen Philosophie-Bereichen, beispielsweise beim Begriff „Seele“. Bei „Kósmos“ soll durch den Akzent auf dem „o“ die altgriechische Bedeutung anklingen.

#### Theorie der Ebenen
Ein Grundgedanke in Wilbers Theorien sind Bewusstseinsebenen, die das Individuum nach seiner Ansicht im Laufe der Persönlichkeitsentwicklung durchläuft. Er weist dabei auf Parallelen zu Modellen anderer Autoren hin, die unterschiedliche Abstufungen, aber grundsätzlich eine vergleichbare Abfolge von Stufen postulieren, so etwa bei Jean Gebser (Kultur), Don Beck/Spiral Dynamics (Werte), Abraham Maslow (Bedürfnisebenen), Jean Piaget (kognitive Entwicklung), Erik H. Erikson (psychosoziale Entwicklung), Lawrence Kohlberg und Carol Gilligan (moralische Entwicklung), James W. Fowler (Stufen des Glaubens), Clare W. Graves (Persönlichkeitsentwicklung), Jane Loevinger (Ich-Entwicklung) und anderen.
Verschiedene Ebenen können verwechselt werden; Wilber bezeichnet dies als Prä/Post-Verwechslung oder Prä/Trans-Verwechslung. Beispielsweise ähneln sich bei Kohlbergs Theorie der Moralentwicklung die präkonventionelle und die postkonventionelle Ebene, weil sie beide nicht-konventionell sind.
| Selbsttranszendenz      | Integral           | Transzendent (Koralle)        | (Transpersonales Gemeinwohl)   | (Polyvalente Logik - Systeme von Systemen) | 7. universell spirituell        |
| Selbstverwirklichung    | Integral           | Globale Sicht (Türkis)        | Universelles Gemeinwohl        | (Polyvalente Logik - Systeme von Systemen) | 7. universell spirituell        |
| Selbstverwirklichung    | Integral           | Flexibilität und Fluss (Gelb) | Universelles Gemeinwohl        | (Polyvalente Logik - Systeme von Systemen) | 6. universell ethisch           |
| Selbstachtung           | Mental             | Menschliche Bindung (Grün)    | Verbunden, Pluralistisch       | (Übergang)                                 | 6. universell ethisch           |
| Selbstachtung           | Mental             | Streben und trachten (Orange) | Individuell reflexiv           | Formal-operational                         | 5. frühere Rechte/Sozialvertrag |
| Selbstachtung           | Mental             | Streben und trachten (Orange) | Konventionell                  | Formal-operational                         | 4./5. Übergang                  |
| Zugehörigkeit           | Mythisch           | Macht der Wahrheit (Blau)     | Konventionell                  | Konkret-operational                        | 4. Recht und Ordnung            |
| Zugehörigkeit           | Mythisch           | Macht der Wahrheit (Blau)     | Mythisch-wörtlich              | Konkret-operational                        | 3. Billigung durch andere       |
| Sicherheit              | Magisch            | Machtgötter (Rot)             | Projektiv-magisch              | intuitiv (konzeptuell)                     | 2. naiver Hedonismus            |
| Sicherheit              | Magisch            | Ahnengeister (Purpur)         | Projektiv-magisch              | präkonzeptuell                             | 1. Strafe und Gehorsam          |
| Körperliche Bedürfnisse | Archaisch          | Überlebenswille (Beige)       | Präverbal                      | Sensomotorisch                             | 0. magischer Wunsch             |
| Maslow Bedürfnisse      | Gebser Weltsichten | Spiral Dynamics Werte         | Fowler Spirituelle Intelligenz | Piaget Kognitive Entwicklung               | Kohlberg Moralentwicklung       |

Wilber beschreibt außerdem verschiedene Entwicklungslinien. Menschen können in der kognitiven, emotionalen, moralischen, zwischenmenschlichen, psycho-sexuellen und spirituellen Linie unterschiedlich weit entwickelt sein (z. B. kognitiv weit entwickelt und emotional weniger entwickelt).
Linien können mit Ebenen verwechselt werden. Insbesondere wird häufig die spirituelle Linie mit der mythischen Ebene der spirituellen Linie gleichgesetzt, was dazu führen kann, dass entweder wegen der Unreife der mythischen Ebene die gesamte spirituelle Linie als unreif betrachtet wird (undifferenzierte Religionskritik, die das Kind mit dem Bad ausschüttet) oder dass die mythische Ebene als einzig gültige Ausdrucksform von Religion gesehen wird (aus konservativer Sicht).
Als grundlegende Bewusstseinszustände werden Wachen, Träumen und Tiefschlaf unterschieden, darüber hinaus meditative Zustände (ausgelöst z. B. durch Yoga, kontemplatives Gebet oder Meditation), veränderte Zustände (z. B. durch Drogen) und Gipfelerfahrungen (z. B. im Liebesspiel, in der Natur oder durch Musik).
All diese Zustände können auf jeder Entwicklungsstufe (auch Entwicklungsebene genannt) auftreten und werden gemäß der jeweiligen Ebene interpretiert und umgesetzt. So können zum Beispiel Menschen, die sich moralisch auf einer ethnozentrischen Entwicklungsstufe befinden, tiefe mystische Erfahrungen haben und dabei nationalistische Ideen vertreten. Aus diesem Grund legt Wilber großen Wert auf die Förderung der Bewusstseinsentwicklung im Sinne von Stufen und nicht nur von Zuständen.
Jede der genannten Komponenten kann sich in verschiedenen Typen äußern. Beispiele für Typen sind männlich und weiblich oder die Typenlehre nach Myers-Briggs.

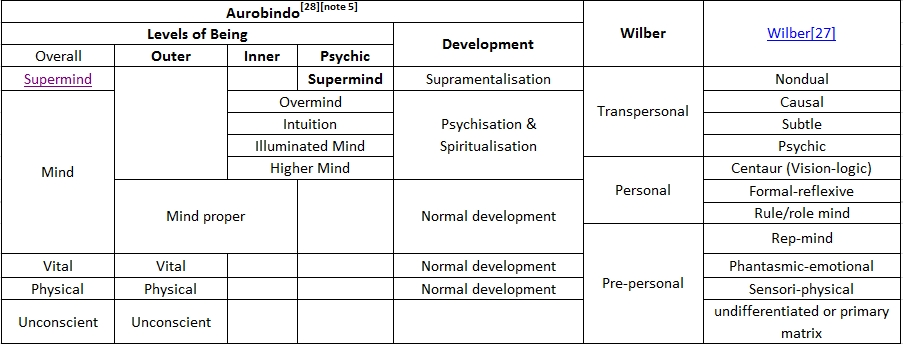
Gegenüberstellung der Begrifflichkeiten von Aurobindo Ghose und deren Äquivalenzbegriffe in der Metatheorie von Ken Wilber; verglichen werden die Differenzierung zwischen Aurobindos ‚Ebenen des Seins‘ und der ‚Entwicklungsebenen‘ von Wilbers.

## Rezeption
Ken Wilber ist bis heute in der akademischen Welt umstritten, und in den beiden akademischen Feldern, denen man seine Publikationen zumeist vorrangig zuordnet – Psychologie und Philosophie – gehören seine Werke bisher nicht zum wissenschaftlichen Pflichtkanon. Seine Leserschaft ist jedoch breit gestreut, und mit Bill Clinton und Niklas Luhmann als Leser kann ihm ein gewisser Bekanntheitsgrad zugestanden werden. In der Praxis von Organisationsentwicklung, Coaching, Bildungsarbeit, aber auch Politik, Medizin und Psychotherapie gibt es bereits zahlreiche Rezeptionen, im wissenschaftlichen Feld lässt sich zumindest im Bereich der grauen Literatur eine zunehmende Rezeption von Wilbers Werken finden, aber auch Wissenschaftler und Hochschullehrer publizieren zunehmend mit deutlichem Bezug auf seine Gedanken.

### Rezeptionen in Theorie und Praxis
Wendelin Küpers, Professor an der Karlshochschule International University bezieht sich in Lehre wie Forschung auf Ken Wilber, u. a. in seiner Publikation über die Integrale Steuerung von Organisationen und in einer Arbeit über Weisheit in der Führung; Marc G. Lucas, Professor an der Hochschule für Medien, Kommunikation und Wirtschaft, Köln, arbeitet mit der Integralen Theorie, versteht sich allerdings als kritischer Rezipient von Wilber. Otto Scharmer, Aktionsforscher am Massachusetts Institute of Technology, sagt, dass die Arbeit von Ken Wilber, die er im Laufe seiner eigenen Forschung zum U-Prozess kennenlernte, mit seinen Ideen resoniere; in seinem Hauptwerk Theory U referenziert er Wilber mehrfach. Katharina Ceming, Theologin und Professorin an der Universität Augsburg, publiziert ebenfalls mit Bezug auf Wilber.
Auf die Arbeit von Ken Wilber beziehen sich des Weiteren Elke Fein in ihrer Publikation über Integrale Politik, der Leipziger Psychotherapeut Wulf Mirko Weinreich in seiner Arbeit über eine Integrale Psychotherapie, die Göttinger Gestalttherapeuten Reinhard Fuhr (ehemals Akademischer Oberrat an der Universität Göttingen) und Martina Gremmler-Fuhr in ihrem integralen Gestalt-Ansatz. Für Joachim Galuska, Mitbegründer und späterer ärztlicher Direktor der Heiligenfeld Kliniken, ist die Arbeit von Ken Wilber u. a. auch im Kontext der Transpersonalen Psychologie eine der Grundlagen seiner dortigen Arbeit.

### Kritische Rezeptionen
Der Soziologe und Philosoph David C. Lane schreibt, Wilber scheine die Evolutionstheorie nicht verstanden zu haben.
Frank Visser, niederländischer Religionspsychologe, anfänglich Wilber und seinem Werk u. a. in seiner Publikation „Ken Wilber – Denker aus Passion“ sehr zugetan, gilt heute mit als einer der großen Kritiker von Wilber, was sich in zahlreichen Publikationen auf der von ihm betriebenen Internetplattformen Integral World ausdrückt.

### Missbräuchliche Rezeption in Verbindung mit Machtmissbrauch
Wie die Journalisten Eva Hoffmann und Patrick Bauer nach dreijähriger Recherche 2023 in ihrem mehrteiligen Podcast Im Schattenkloster. Chronik einer Gehirnwäsche betont haben, basiere die umstrittene Gemeinschaft „Go and Change“ im unterfränkischen Lülsfeld ausdrücklich auf der integralen Theorie Ken Wilbers. Der spirituelle Leiter und „Guru“ der Gruppe, Kai Krischik, habe seine persönliche, justiziable Devianz, seinen Machtanspruch sowie seine sexuellen Übergriffe letztlich mit der Philosophie Ken Wilbers zu rechtfertigen versucht, so die beiden Journalisten. Im Umfeld der Organisationen und Menschen, die sich im deutschsprachigen Raum ebenfalls auf die Arbeit Ken Wilbers beziehen, gab es seit der Gründung von „Go & Change“ eine z. T. intensive Auseinandersetzung; exemplarisch sei dazu das ZEGG zu nennen, das sich in einem intensiven Gemeinschaftsprozess mit den Beziehungen zu „Go & Change“ auseinandergesetzt und ab 2021 jegliche Zusammenarbeit mit der Gruppierung eingestellt hatte.

## Veröffentlichungen (Auswahl)
- The Spectrum of Consciousness, 1977 (dt. Das Spektrum des Bewusstseins, ISBN 3-499-18593-8)
- No Boundary: Eastern and Western Approaches to Personal Growth, 1979 (dt. Wege zum Selbst, ISBN 3-442-21844-6)
- The Atman Project: A Transpersonal View of Human Development, 1980 (dt. Das Atman Projekt, ISBN 3-87387-016-9) - (überarbeitete Neuausgabe der Übersetzung, 2012: Das Atman-Projekt - Streben der Seele nach Einheit, ISBN 978-3-9813389-8-0)
- Up From Eden: A Transpersonal View of Human Evolution, 1981, (dt. Halbzeit der Evolution, ISBN 3-596-13210-X)
- A Sociable God: A Brief Introduction to a Transcendental Sociology, 1983 (dt. Der glaubende Mensch, ISBN 3-442-14042-0)
- Eye to Eye: The Quest for the New Paradigm, 1983 (dt. Die drei Augen der Erkenntnis, ISBN 3-466-34195-7)
- Grace and Grit: Spirituality and Healing in the Life and Death of Treya Killam Wilber, 1992 (dt. Mut und Gnade, ISBN 3-442-42740-1)
- Sex, Ecology, Spirituality: The Spirit of Evolution, 1995 (dt. Eros, Kosmos, Logos, ISBN 3-596-14974-6)
- A Brief History of Everything, 1996 (dt. Eine kurze Geschichte des Kosmos. Fischer-Taschenbuch, Frankfurt am Main 1997, ISBN 3-596-13397-1)
- The Eye of Spirit. An Integral Vision for a World Gone Slightly Mad, 1997 (dt. Das Wahre, Schöne, Gute, ISBN 3-596-15217-8)
- The Marriage of Sense and Soul: Integrating Science and Religion, 1998 (dt. Naturwissenschaft und Religion, ISBN 3-8105-2334-8)
- One Taste: Daily Reflections on Integral Spirituality, 1999 (dt. Einfach "Das", ISBN 3-596-15072-8)
- A Theory of Everything. An Integral Vision for Business, Politics, Science and Spirituality, 2000 (dt. Ganzheitlich handeln, ISBN 3-924195-79-X)
- Integral Psychology: Consciousness, Spirit, Psychology, Therapy, 2000 (dt. Integrale Psychologie ISBN 3-924195-69-2)
- Boomeritis: A Novel That Will Set You Free!, 2002 (dt. Boomeritis, ISBN 3-933321-69-7)
- Integral Spirituality: A Startling New Role for Religion in the Modern and Postmodern World, 2006 (dt. Integrale Spiritualität, ISBN 3-466-34509-X)
- The Integral Vision: A Very Short Introduction to the Revolutionary Integral Approach to Life, God, the Universe, and Everything, 2007 (dt. Integrale Vision, ISBN 978-3-466-34508-3)
- Integral Life Practice: A 21st-Century Blueprint for Physical Health, Emotional Balance, Mental Clarity, and Spiritual Awakening, 2008 (dt. Integrale Lebenspraxis, ISBN 978-3-466-34545-8)
- The Fourth Turning: Imagining the Evolution of an Integral Buddhism, 2014 (Kindle-Kurzfassung)
- Integral Meditation: Mindfulness as a Way to Grow Up, Wake Up, and Show Up in Your Life, 2016, ISBN 978-1-61180-298-6 (dt. Integrale Meditation. Wachsen, erwachen und innerlich frei werden. 2017, ISBN 978-3-426-29268-6)
- The Religion of Tomorrow. A Vision for the Future of the Great Traditions - More Inclusive, More Comprehensive, More Complete, 2017, ISBN 978-1-61180-300-6 (dt. "Die Religion von morgen", ISBN 978-84-128680-2-9)
- Trump and a Post-Truth World, 2017, ISBN 978-1-61180-561-1
- Der integrale Weg zur Ganzheit. Kösel, 2025, ISBN 978-3-46634836-7.